# 天水連線
天水連線（てんすいれんせん）は、2019年8月18日に結成された、香港元朗（げんろう）区天水囲（てんすいい）地域で活動する本土派の地域政党。

## 概説
2019年-2020年香港民主化デモで掲げる「逃亡犯条例改正案の完全撤回」や「普通選挙の実現」などを含む五つの目標「五大要求」の趣旨で創党初設した。

## 党名
党名は2019年、党結成に際によって広く党内外から公募された、寄せられた提案には、「天水連線」、「天水一線」、「天水囲連線」、「天地連線」などがあります。党内で話し合われた結果、する多かった案から順に「天水連線」が党名となった。
党内の元朗区区議会議員伍健偉いつの日か、ティンシュイワイの「天水連線」から始まり、「新界連線」へと進化し、映画「食神」のように、香港を勝利の言葉につなぐ「香港連線」へと発展することへの期待を表明した。

## 政策
天水連線は本土派として、香港人の定義を「香港を擁護し、共同の核心文化と価値を守る人」と定め、それ自身のアイデンティティを強化し、香港と中国本土との融和と香港への中国政府の政治介入に対抗することを基本理念として目指している。

### 2020年綱領
2020年7月28日の党大会で理念と「新綱領」を発表した。
- 香港人々の国民的アイデンティティを確立する - 香港歴史課の設立、一般教育における中国語と障害者のキャラクターの教育を完全にキャンセルする、市民教育の改革：民主主義、自由、市民の責任、そして変化する権利を理解する
- 2019年-2020年香港民主化デモ抗議者の自由と正義を取り戻す - 抗議者のすべての告発を撤回し、拘留中の人を釈放する、「暴動」を再定義する、公安規制を解除する、すべての怠慢な人員を起訴する
- 全体主義に対抗し、正義を示す - レファレンダム法を確立する、包括的な民主主義システムの開発、銃器の合法化をサポートする
- 経済の発展と地域の自己改善 - 現地の生産ラインを開発し、国際貿易の割合を増やす
- 平等な権利を支持し、国際的な人々と向き合う - 市民組合を支援する、囚人の権利を改善する

## 議員

### 区議会議員

#### 区議会投票選出議員（2020年 - 2023年）
| 氏名   | 肖像 | 選挙区                   | 備考 |
| ------ | ---- | ------------------------ | ---- |
| 侯文健 |      | 元朗区区議会天盛選挙区   |      |
| 林進   |      | 元朗区区議会瑞華選挙区   |      |
| 伍健偉 |      | 元朗区区議会嘉湖北選挙区 |      |
| 關俊笙 |      | 元朗区区議会富恩選挙区   |      |

## 選舉
区議会議員選挙
| 選挙                 | 投票選出得票数 | 投票選出得票率 | 投票選出当選者 | 当然議席（原住民代表） | 總当選者 | +/- |
| 第六期（2019年執行） | 15,998         | 0.55%          | 4              | 0                      | 4 / 448  | 4   |

### 2019年香港区議会議員選挙
天水連線の推薦を受け、侯文健、林進、伍健偉、關俊笙の四人が区議会議員選挙に出馬し，4人ともが全員当選となった。

### 2020年香港立法会選挙
天水連線は、新界西地方選挙区立候補に伍健偉、林進を推薦し、民主派予備選挙に参加したのち、20,525票で勝利し、出馬資格を得た。
伍健偉は2020年の香港立法会議員選挙（新界西地方選挙区）に出馬し。
こうした中、林鄭月娥行政長官は7月31日、新型コロナウイルス感染症の影響を考慮することを理由に、緊急状況規則条例を適応して選挙を1年間延期し、2021年9月5日に執行すると発表した。しかしこの延期には香港の法曹界からは違法との指摘も出ている。